# Мильштейн, Александр Ильич
Мильштейн Александр Ильич (род. 7 сентября 1953, Черновцы) — советский и российский физик-теоретик. Доктор физико-математических наук (1992), профессор кафедры теоретической физики физического факультета Новосибирского государственного университета (1993). Специалист в области физики элементарных частиц, атомной физики и квантовой механики. Автор и соавтор более 110 научных публикаций. Имеет более 3300 цитирований своих работ, опубликованных в реферируемых журналах. Индекс Хирша (2021 год) — 31.

## Биография
Родился в 7 сентября 1953 года в городе Черновцы УССР. В 1975 году окончил физический факультет НГУ по специальности «Физика», а затем аспирантуру Института ядерной физики (ИЯФ) СО АН СССР в 1978 году. Защитил кандидатскую диссертацию по теме «Радиационные эффекты в интенсивной электромагнитной волне» в 1978 году.
Карьеру начал в Сибирском отделении АН СССР/РАН с 1975 года, пройдя путь от стажёра-исследователя до ведущего научного сотрудника ИЯФ СО РАН в 1992 году. Преподаёт в НГУ с 1980 года. Стал профессором кафедры теоретической физики ФФ НГУ в 1993 году. Читает курсы «Квантовая механика», «Физика элементарных частиц», «Методы математической физики», а также ведёт семинары по квантовой механике.
В 1992 году защитил докторскую диссертацию по теме «Процессы квантовой электродинамики в сильном кулоновском поле».

## Научный вклад
Исследовал действие лазера на свободных электронах, занимался теорией радиационных эффектов в поле интенсивной электромагнитной волны и в сильном кулоновском поле. Эти работы, посвящённые кулоновскому полю, являются важным вкладом в изучение процессов квантовой электродинамики в сильных полях, из-за развитых новых вычислительных методов, применимых при изучении процессов квантовой электродинамики в сильном кулоновском поле, что позволило решить целый ряд экспериментальных задач.

## Награды
- Почетная грамота ректората НГУ, НГУ, 1999[6].
- Благодарность РАН, РАН, 1999[6].
- Почетная грамота РАН и Профсоюза работников РАН, РАН, 2007[6].
- Почетный знак «Серебряная сигма», СО РАН, 2007[6].
- Почетная грамота НГУ, НГУ, 2009[6].
- Юбилейная медаль «80 лет Новосибирской области», НСО, 2017[6].
- Памятный знак «За труд во благо города», НСО, 2018[6].